# Power Corporation of Canada
Power Corporation of Canada — диверсифицированная международная холдинговая компания со штаб-квартирой в Монреале, Квебек. Через свою дочернюю компанию, Power Financial Corporation, она осуществляет деятельность в секторе финансовых услуг в Канаде, США и Европе. Другая дочерняя компания, Square Victoria Communications Group, работает в сфере коммуникаций и средств массовой информации. Power Corporation также владеет и активно управляет портфелем инвестиций в США, Европе и Азии. У компании около C$1,14 трлн активов под управлением и C$2,2 трлн в активах, находящихся под администрированием. В списке крупнейших публичных компаний мира Forbes Global 2000 за 2021 год компания заняла 240-е место (88-е по активам, 216-е по размеру выручки, 986-е по рыночной капитализации, 438-е по чистой прибыли).

## История
Страховая компания Great-West Life Assurance Company была основана в 1891 году в Манитобе, административном центре провинции Виннипег; она стала первой в западной части Канады, что отображено в названии («Компания страхования жизни Большого Запада», дефис появился в названии по ошибке). В 1906 году компания создала филиал в США (в штате Северная Дакота).
Биржевые маклерами Артур Дж. Несбитт и Питер Э. Т. Томпсон в 1912 году основали фирму Nesbitt, Thomson and Company, специализировавшуюся на размещении акций гидроэлектростанций. Со временем они собрали доли в ряде таких электростанций и в 1925 году объединили их в холдинг Power Corporation of Canada. Несбитт был первым президентом компании. К 1930 году корпорация имела доли в 40 электростанциях в Канаде, США, Латинской Америке и Азии. В 1950-х годах началась постепенная национализация объектов электроснабжения, и корпорация начала диверсификации своего инвестиционного портфеля. В 1952 году она приобрела контрольный пакет акций производителя целлюлозы и бумаги Bathurst Pulp and Paper Company Ltd., за 1950-е годы доля электроэнергетических компаний сократилась до 39 %, остальное приходилось на нефть и газ, производство бумаги и финансовые услуги.
В начале 1960-х годов корпорация изменила стратегию инвестиций, вместо покупки небольших пакетов в многочисленных компаниях, она начала увеличивать доли в наиболее перспективных, к 1965 году таких в инвесьиционном портфеле Power Corporation было 18. В середине 1960-х годов многие из них начали нести убытки, и в 1968 году принадлежащая Полю Демаре холдинговая компания Trans-Canada Corp Fund стала владельцем пакета акций Power Corporation of Canada; к 1970 году старые владельцы были вытеснены Демаре.
В 1981 году корпорация приобрела долю в швейцарской компании Pargesa Holding S.A., контролировавшей Banque de Paris et des Pays-Bas (впоследствии часть BNP Paribas). В последующие несколько лет были куплены Investor Group, Great-West Life, Montreal Trust, и в 1984 году они вместе с Pargesa были объединены в финансовый холдинг Power Financial Corporation, в 1985 году его акции были размещены на Торонтской фондовой бирже. В 1989 году за 1 млрд канадских долларов был продано подразделение по производству бумаги Consolidated-Bathurst.
В 1994 году в Гонконге было создано совместное предприятие с китайской инвестиционной компанией CITIC, названное Power Pacific Corporation, в 1998 году оно открыло отделение в Пекине. В 1996 году руководство корпорацией перешло к двум сыновьям Демаре, Полю-младшему и Андрэ. В 1997 году за 3 млрд долларов была куплена канадская страховая компания London Life Insurance, что сделало Great-West Lifeco крупнейшей по страхованию жизни в Канаде.
Развитие продолжалось и в 2000-х годах, были приобретены Canada Life, Mackenzie Financial и Putnam Investments. В 2002 году была создана инвестиционная дочерняя компания Sagard Holdings.

## Деятельность
Главной составляющей конгломерата является страховая и финансовая компания Great-West Lifeco, работающая в Канаде, США и Европе под торговыми марками Canada Life, Empower Retirement, Putnam Investments и Irish Life. Обслуживает около 30 млн клиентов, 24,5 тысяч сотрудников. Доля корпорации в ней 66,8 %, остальные котируются на фондовой бирже Торонто, рыночная капитализация 30,4 млрд долларов. Выручка 60,6 млрд канадских долларов (из них 47,7 млрд — страховые премии), страховые выплаты — 39,6 млрд, чистая прибыль 3,15 млрд, активы 600,5 млрд.
IGM Financial — компания по управлению активами и частными капиталами. Активы под управлением — 240 млрд, более 1 млн клиентов, 3500 сотрудников и 30 тысяч сторонних консультантов. Основные дочерние компании — IG Wealth Management, Mackenzie Investments и Investment Planning Counsel. Доля корпорации в ней 62,1 %, остальные котируются на фондовой бирже Торонто, рыночная капитализация 9,3 млрд долларов. Выручка 3,27 млрд долларов, чистая прибыль 764 млн, активы 16,1 млрд.
Groupe Bruxelles Lambert — европейский инвестиционный холдинг, его инвестиционное портфолио размером 21,3 млрд евро включает Adidas (разработка и продажа спортивной обуви и одежды, 19,1 % акций), SGS (тестирование, инспекция и сертификация, 16,6 % акций), Pernod Ricard (вина и спиртные напитки, 14,6 % акций), LafargeHolcim (цемент, заполнители и бетон, 9,8 % акций), Imerys (специализированные решения на основе минеральных компонентов для промышленности, 8,4 % акций), Umicore (8,2 % акций), Webhelp (4,9 % акций), Sienna Capital (11,8 % акций), Mowi, GEA, Ontex, Parques Reunidos и другие. Корпорация является крупнейшим акционером с долей 28,2 %, рыночная капитализация 28,1 млрд долларов. Дивиденды за 2020 год составили 27 млн долларов.
Sagard Holdings — компания по управлению активами, работающая в Канаде, США и Европе, активы под управлением 6,1 млрд долларов США. Основана в 2005 году.
Power Sustainable — инвестиционная платформа, работающая в КНР и Северной Америке, специализируется на инвестициях в компании в сферах альтернативной энергетики и энергосберегающих технологий.
China AMC — компания по управлению активами, работающая в КНР (доля корпорации в ней 27,8 %); активы под управлением — 1,46 трлн юаней ($224 млрд).
| Год                 | 2011  | 2012  | 2013  | 2014  | 2015  | 2016  | 2017  | 2018  | 2019  | 2020  |
| ------------------- | ----- | ----- | ----- | ----- | ----- | ----- | ----- | ----- | ----- | ----- |
| Оборот              | 32,91 | 33,44 | 29,64 | 42,63 | 38,27 | 50,75 | 51,36 | 48,10 | 48,84 | 64,62 |
| Чистая прибыль      | 2,945 | 2,725 | 2,789 | 3,436 | 4,098 | 3,263 | 3,034 | 3,467 | 3,043 | 3,534 |
| Активы              | 255,5 | 271,5 | 345,0 | 377,8 | 422,9 | 422,9 | 445,5 | 452,3 | 477,3 | 629,1 |
| Собственный капитал |       |       |       | 31,49 | 35,39 | 35,06 | 36,82 | 38,05 | 36,59 | 38,73 |

## Политика
Корпорация известна своим активным участием в канадской политике через свои отношения и отношения семьи Демаре с видными политиками Канады.
Поль Демаре-младший был одним из тридцати членов Совета по конкурентоспособности Северной Америки, этот Совет консультировал организацию Партнерства по безопасности и процветанию в Северной Америке (SPP). Кроме того, компания уже давно является союзником Либеральной партии Канады, хотя бывшие или нынешние члены других канадских политических партий также работали в Power Corp.
Компания была подвергнута критике за связи с канадской политикой и, в частности, за её приверженность защите федерализма в Квебеке. Несколько бывших премьер-министров Канады работали в Power Corporation. 
Бывший премьер-министр Канады Пол Мартин был нанят в 1960-х годах для работы в компании, и в 1969 году стал вице-президентом компании. Мартин стал президентом Canada Steamship Lines, дочерней компании Power Corp., а в 1981 году Демаре продал компанию Мартину и его партнёру.
Бывший премьер-министр Канады Жан Кретьен в конце 1980-х годов, прежде чем стал лидером Либеральной партии Канады, занимал пост советника в Consolidated Bathurst, дочернего предприятия Power Corp. Дочь Кретьена, Франция Кретьен, замужем за сыном Поля Демаре, Андре Демаре. Кроме того, глава команды Кретьена, Эдди Голденберг работал в прошлом в Power Corp.
Бывший премьер-министр Канады, ныне покойный, Пьер Трюдо, в середине 90-х годов работал в международном консультативном совете Power Corp. Помощник Трюдо, Тед Джонсон, также работал в Power Corp.
Бывший премьер-министр Канады Брайан Малруни также поддерживает отношения с Power Corporation. Друг Малруни, Иан Макдональд, описал Демаре как «наставника Малруни в деловом мире», также Малруни занимался юридической работой в Power Corp. с момента окончания его полномочий на посту премьер-министра. Кроме того, бывший министр транспорта при Малруни, Дон Мазанковский в настоящее время является директором в компании Power Corp.
Бывшие премьеры Онтарио, Билл Дэвис и Джон Робартс из Прогрессивных консерваторов, присутствовали на национальном консультативном совете Power Corp. Джон Рей, брат Боба Рейя, бывшего главы Новой демократической партии, в настоящее время является исполнительным вице-президентом Power Corp. Бывший премьер-министр Квебека Даниэль Джонсон-младший работал в Power Corp с 1973 по 1981 год, а в последние три года был вице-президентом компании.
Бывший член Либеральной партии Канады, Морис Стронг, стал президентом Power Corp. в середине 1930-х годов. Он сыграл роль в создании Министерства международного сотрудничества Канады, а в 1976 году он был назначен руководителем Petro-Canada. Позднее он работал в Организации Объединенных Наций. В международном консультативном совете Power Corp. принимали участие бывшие канцлер Германии Гельмут Шмидт, бывший министр нефти Саудовской Аравии шейх Ахмед Заки Ямани, бывший Председатель Совета управляющих Федеральной резервной системы - Пол Волкер и ранее упомянутый бывший премьер-министр Канады Пьер Трюдо.

## Составляющие холдинга
Основные структуры холдинга, управляемого Power Corporation of Canada на 2020 год:
- Power Financial Corporation (холдинговая компания, Канада, 100 %) 
  - Great-West Lifeco Inc. (финансовые услуги, Канада, 70,8 %)
    - The Canada Life Assurance Company (страхование и управление капиталами, Канада, 100 %)
    - Irish Life Group Limited (страхование и управление капиталами, Ирландия, 100 %)
    - Great-West Life & Annuity Insurance Company (финансовые услуги, США, 100 %)
    - Personal Capital Corporation (финансовые услуги, США, 100 %)
    - Putnam Investments, LLC (финансовые услуги, СЩА, 96,3 %)

  - China Asset Management Co., Ltd. (управление активами, КНР, 27,8 %)
- IGM Financial Inc. (управление активами, Канада, 66 %) 
  - IG Wealth Management (финансовые услуги, Канада, 100 %)
  - Mackenzie Financial Corporation (управление инвестициями, Канада, 100 %) 
    - Northleaf Capital Group Ltd. (управление инвестициями, Канада, 70 %)
- Parjointco SA (холдинговая компания, Бельгия, 50 %) 
  - Pargesa SA (холдинговая компания, Швейцария, 100 %) 
    - Groupe Bruxelles Lambert (холдинговая компания, Бельгия, 28,2 %)
- Power Sustainable Capital Inc. (управление активами, Канада, 100 %)
  - Potentia Renewables Inc. (альтернативная энергетика, Канада, 100 %)
  - Nautilus Solar Energy, LLC (альтернативная энергетика, США, 100 %)
- Sagard Holdings Inc. (управление активами, Канада, 100 %)
  - Wealthsimple Financial Corp. (финансовые услуги, Канада, 74,9 %)
  - Portag3 Ventures LP  (венчурное финансирование, Канада, 100 %)
  - Portag3 Ventures II LP (венчурное финансирование, Канада, 27,9 %)
  - Sagard Credit Partners, LP (кредитный фонд, Канада, 18 %)
  - Sagard Healthcare Royalty Partners, LP (фонд приёма роялти, Острова Кайман, 13,3 %)
  - Sagard 4 (инвестиционный фонд, Франция, 38,2 %)
  - Sagard New Gen (инвестиционный фонд, Франция, 54,4 %)
- Lumenpulse Group Inc.(альтернативная энергетика, Канада, 60,5 %)
- Peak Achievement Athletics Inc. (производство спортивных товаров, Канада, 42,6 %)
- The Lion Electric Co. (производство электромобилей, Канада, 44,1 %)